# Sageretia gracilis
Sageretia gracilis là một loài thực vật có hoa trong họ Táo. Loài này được J.R. Drumm. & Sprague miêu tả khoa học đầu tiên năm 1908.